# Pleuronematidae
Famille
Les Pleuronematidae sont une famille de ciliés de la classe des Oligohymenophorea et de l'ordre des Pleuronematida.

## Étymologie
Le nom de la famille vient du genre type Pleuronema, dérivé du grec πλευρ / pleur, « côté, flanc, latéral », et du suffixe -nema (du grec ancien νήμα / nima, « fil, ficelle »), vraisemblablement en référence aux cils proéminents situés autour du cytostome.

## Description
Les Pleuronematidae ont une taille petite (< 80 µm) à grande (> 200 µm). Leur forme est ovoïde. Ils vivent généralement en natation libre. Leur ciliation somatique est holotriche (c. à d. homogène). Ils sont munis de cils ou de soies caudaux longs et raides. Ils ont des extrusomes somatiques sous forme de mucocystes proéminents en forme de bâtonnet. Leur région buccale est un sillon peu profond, occupant une grande partie de la surface ventrale, dominé par des cils paroraux, présents sous la forme d'un velum rigide et s'enroulant distinctement autour du cytostome sous-équatorial. Le polycinétide oral 2 est généralement sous forme de deux segments distincts ou dérivé de deux segments – un segment antérieur long et linéaire avec pas plus de deux files de kinétosomes en zigzag, et un segment postérieur, généralement en forme de « V ». Leur macronoyau est globulaire à ellipsoïde. Micronoyau, vacuole contractile et cytoprocte sont présents. Ils sont algivores  et bactérivores.

## Habitat
Les Pleuronematidae vivent dans des habitats marins et d'eau douce, parfois associés, comme ectocommensaux, à certains invertébrés  (par exemple le genre Pleurocoptes sur des coelentérés hydractiniens).

## Liste des genres
Selon GBIF (22 mars 2024) :
- Balantiophorus Schewiakoff, 1889
- Lembus Cohn, 1866
- Pleurocoptes Wallengren, 1896
- Pleuronema Dujardin, 1841  genre type
  - Espèce type : Pleuronema crassum Dujardin, 1841
  - Espèce synonyme : Pleuronema (Paramaecium) chrysalis (Ehrenberg, 1838) Perty, 1852[3].
- Schizocalyptra Dragesco, 1968

Selon Lynn (2010) :
- Gajewskiella Obolkina, 1989
- Pleurocoptes Wallengren, 1896
- Pleuronema Dujardin, 1841
- Schizocalyptra Dragesco, 1968

## Systématique
Le nom valide de ce taxon est Pleuronematidae Kent, 1881.